# Crkva sv. Martina u Tučepima
Crkva sv. Martina i obližnje arheološko nalazište nalaze se u Tučepima.

## Opis
Ruševine crkve sv. Martina u Gornjim Tučepima, nalaze se na lokalitetu Samartinje, na zemljištu zvanom Grebište. Crkva je sačuvana samo u temeljima iz kojih se vidi da je bila jednobrodna s tri traveja s plitko istaknutom apsidom na začelju koja je iznutra obla a izvana pravokutna. Prema obliku datira se u 11. stoljeće (starohrvatska). Na vanjskim i unutarnjim zidovima vide se ostatci žbuke. Oko crkve se nalaze ostatci srednjovjekovne nekropole s grobovima zidanim u suhozidu. Na lokalitetu je pronađeno dosta rimske građe, a najbrojniji su ulomci keramičkih proizvoda datirani od 1. do 6. st. koji svjedoče antički kontinuitet tog lokaliteta. Sam titular također je moguće povezati s kasnoantičkom tradicijom.

## Zaštita
Pod oznakom Z-5151 crkva i groblje zavedeni su kao nepokretno kulturno dobro - pojedinačno, sakralna graditeljska baština, pravna statusa zaštićena kulturnog dobra.